# Kindertotenlieder (Mahler)
Kindertotenlieder ist ein Liederzyklus von Gustav Mahler, den er zwischen 1901 und 1904 nach Texten einer gleichnamigen Gedichtsammlung von Friedrich Rückert komponierte.

Notentitelblatt der Ausgabe für eine Singstimme mit Klavierbegleitung
C. F. Kahnt Nachf. 1905

## Daten
Besetzung: Mezzosopran- oder Baritonsolo, 2 Flöten, Piccoloflöte, 2 Oboen, Englischhorn, 2 Klarinetten in B und A, Bassklarinette in B und A, 2 Fagotte, Kontrafagott, 4 Hörner in F, Pauken, Glockenspiel, Tamtam, Celesta, Harfe, Streicher.
Die Uraufführung fand am 29. Januar 1905 im Wiener Musikverein unter Leitung des Komponisten mit Friedrich Weidemann als Solist statt. Vier der Rückert-Lieder Mahlers wurden in demselben Konzert uraufgeführt. Die Erstausgabe erschien im selben Jahr.
Die Aufführungsdauer beträgt etwa 20 Minuten.

## Hintergründe
Ab 1900 war Mahlers Liedschaffen von Texten Friedrich Rückerts bestimmt. Dieser verfasste eine Sammlung von 428 Kindertotengedichten kurz nach dem Tod zweier seiner damals sechs Kinder. Daraus wählte Mahler fünf Texte zur Vertonung aus.
Mahler hatte elf Geschwister, von denen sechs im Kindesalter starben. 1901 komponierte er die Lieder eins, drei und vier, 1904 das zweite und fünfte.
Das erste Lied ist in d-Moll komponiert, das letzte in D-Dur. Es führt sozusagen zu einer Lösung und rundet den Zyklus ab. Die melodische Wendung der Violoncelli im Nachspiel zu „In diesem Wetter, in diesem Braus“ (Takte 129–133) klingt an das Hauptthema des Finales von Mahlers 3. Sinfonie (1895/96) an, das der Komponist mit „Was mir die Liebe erzählt“" überschrieb. „Dies ist musikalisch das letzte Wort der Kindertotenlieder: dass der Tod zwar mächtig, stärker als er aber die Liebe ist.“
Seine Frau Alma konnte nicht verstehen, dass er 1904, während seine beiden Kinder vergnügt im Garten spielten, seine Kindertotenlieder komponierte, auf Texte von Friedrich Rückert, die dieser nach dem Tod seiner Kinder geschrieben hatte: „Ich kann es wohl begreifen, dass man so furchtbare Texte komponiert, wenn man keine Kinder hat, oder wenn man Kinder verloren hat. Ich kann es aber nicht verstehen, dass man den Tod von Kindern besingen kann, wenn man sie eine halbe Stunde vorher, heiter und gesund, geherzt und geküsst hat!“
1907 starb die gemeinsame Tochter Maria-Anna an Scharlach-Diphtherie.

## Aufbau
1. Nun will die Sonn’ so hell aufgehn
2. Nun seh’ ich wohl, warum so dunkle Flammen
3. Wenn dein Mütterlein tritt zur Tür herein
4. Oft denk’ ich, sie sind nur ausgegangen
5. In diesem Wetter, in diesem Braus